# Theridion castaneum
Theridion castaneum är en spindelart som beskrevs av Pelegrín Franganillo Balboa 1931. 
Theridion castaneum ingår i släktet Theridion och familjen klotspindlar. Artens utbredningsområde är Kuba. Inga underarter finns listade i Catalogue of Life.